# تي ي. هيلتون
تي ي. هيلتون (بالإنجليزية: T. Y. Hilton)‏ هو لاعب كرة قدم أمريكية أمريكي، ولد في 14 نوفمبر 1989 في ميامي سبرنغز في الولايات المتحدة.

## وصلات خارجية
- تي ي. هيلتون على موقع إي إس بي إن.كوم (أن.أف.أل)3
- تي ي. هيلتون على موقع مرجع كرة القدم المحترفة.كوم (الإنجليزية)